# Lucía Medina
Lucía Medina Sánchez (San Juan, República Dominicana, 28 de agosto de 1969) es una política y administradora de empresas Dominicana. Fue diputada por la provincia de San Juan de la Maguana para el período 2002 a 2006 y reelegida para los períodos 2006–2010, 2010–2016 y 2016–2020. Fungió como Vicepresidenta de la Cámara de Diputados de 2006 a 2016 y Presidente de la misma de 2016 a 2017. Lucía Medina es hermana de Danilo Medina, expresidente  de la República Dominicana de 2012 a 2020.
El 16 de agosto de 2016 asumió la presidencia de la Cámara de Diputados, siendo la segunda mujer en hacerlo, tras Rafaela Alburquerque. Un año después, el 16 de agosto de 2017, dejó la presidencia de la Cámara, siendo sucedida por Rubén Maldonado.
Durante las elecciones primarias del 6 de octubre de 2019 y aspirando a la senaduría de San Juan de la Maguana por el PLD, Lucia Medina pierde, en unas reñidas elecciones y por un pequeño margen, contra el actual Senador Félix Bautista, que de ganar en las elecciones de julio de 2020 ejercería su tercer período consecutivo.

## Origen de su fortuna
Con el cambio de gobierno en la República Dominicana, a raíz de la derrota electoral del Partido de la Liberación Dominicana, Medina que perdió en carrera por la senaduría de la provincia de San Juan, ha sido interrogada en varias ocasiones en por la procuraduría general de la República, sobre el origen del patrimonio que ha señalado en su última declaración de jurada de bienes.
En noviembre de 2023, las autoridades dominicanas realizaron allanamientos en los cuales dos hermanos de Medina, Juan Alexis Medina Sánchez y Magalys Medina Sánchez, resultaron apresados como parte de una operación llamada Anti-Pulpo.

### Escándalo de las mochilas
El 1 de septiembre de 2018 sale a la luz pública un video donde un niño de la provincia de San Juan muestra una mochila recibida como regalo de la Fundación Lucía Medina para el año escolar. El escándalo de 3 mil mochilas, estalla porque en dicho video se ve al infante quitando a la mochila la etiqueta del nombre de la diputada Medina y encontrando debajo de esta otra etiqueta bajo el nombre del Ministerio de Educación. El tema ha tenido gran revuelo en la República Dominicana teniendo la legisladora que defenderse ante la Cámara de Diputados. Tuvo que demostrar su inocencia en cuanto al no uso de los fondos públicos para actividades de filantropía. Luego se descubrió que el suplidor de mochilas fue quien cometió el error.